# Stockleffmühle

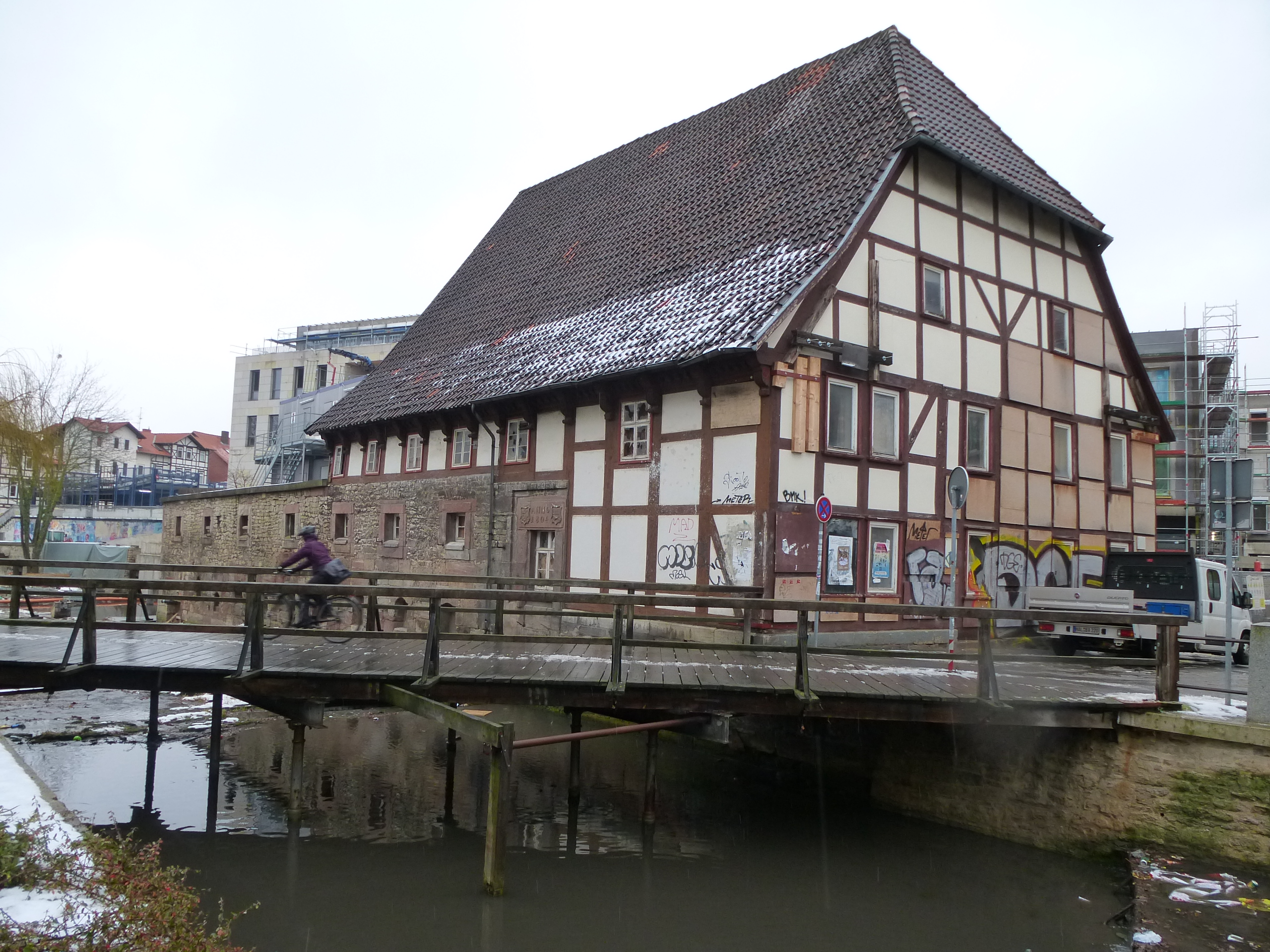
Stockleffmühle, Ansicht von Südwesten (2012)

Die Stockleffmühle (auch Stockleffsche Mühle, Stokelefsmühle, Große Mühle) ist eine ehemalige Wassermühle am Leinekanal in der Altstadt von Göttingen in Niedersachsen.

## Lage
Die Stockleffmühle liegt am Ostufer des die Innenstadt nach Norden durchfließenden Leinekanals, kurz vor dem nördlichen Austritt des Wasserlaufs aus der vom Befestigungswall umschlossenen Altstadt. Die amtliche Adresse ist Am Leinekanal 1. In unmittelbarer Nähe befand sich nördlich bis 1968 der Universitätsreitstall; gegenüber auf der anderen Seite des Leinekanals befindet sich das sogenannte Maschviertel mit dem Waageplatz und dem repräsentativen Bau des ehemaligen Obergerichts (heute Staatsanwaltschaft).

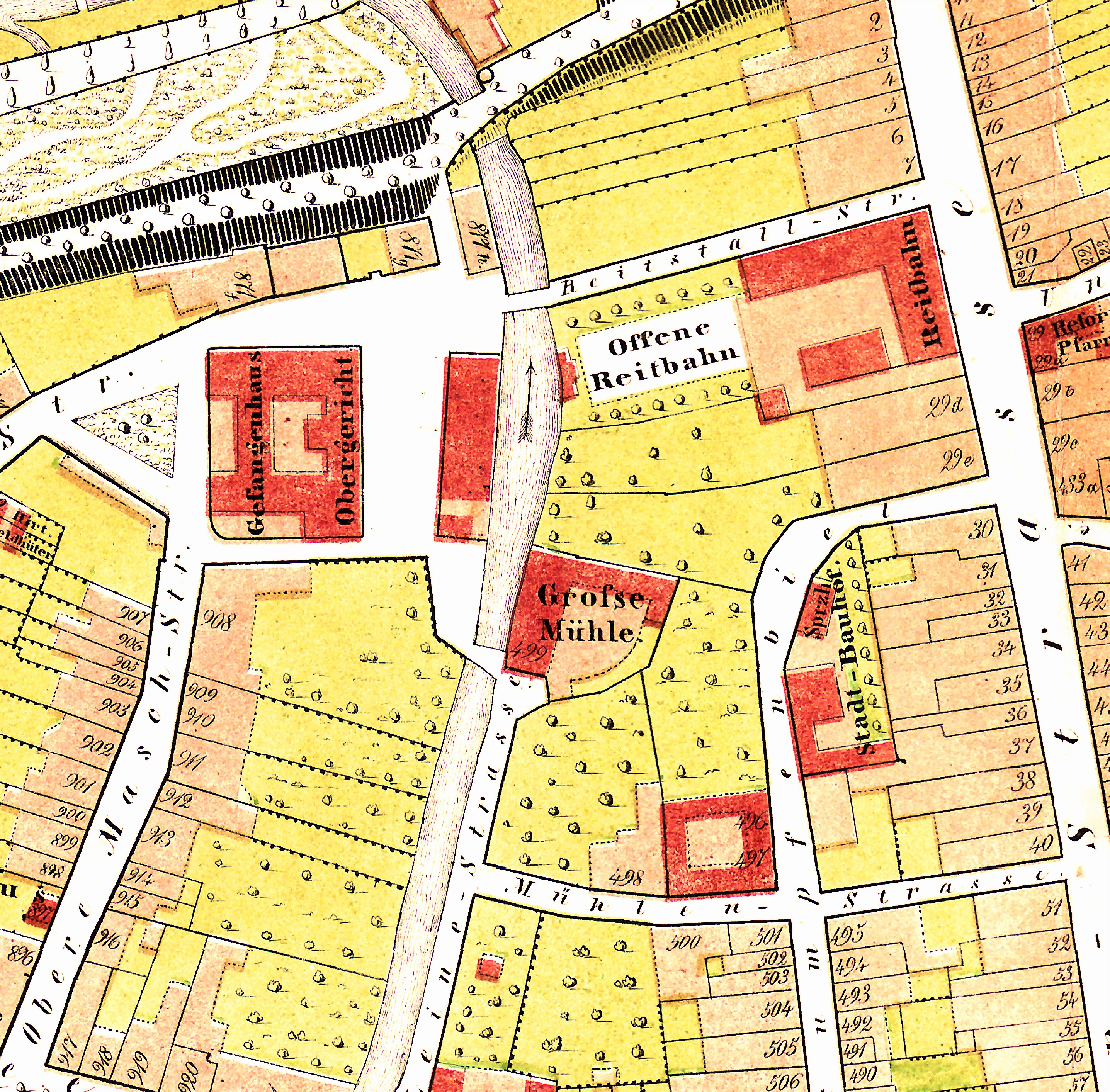
Ausschnitt aus dem Prizelius-Stadtplan (um 1864), in der Mitte: Stockleffmühle „Große Mühle“

## Geschichte
Der Ende des 13. Jahrhunderts künstlich entstandene Leinekanal diente nicht nur der Aufnahme sämtlicher Abwässer der Stadt, sondern auch dem Antrieb der Göttinger Wassermühlen mit Fließwasser bis ins späte 19. Jahrhundert. Eine weitere bekannte Göttinger Wassermühle am Leinekanal ist die ältere Odilienmühle am südlichen Ende des innerstädtischen Kanals. Der Mühlenstandort ist urkundlich seit 1360 belegt und war ein Lehen der welfischen Herzöge an den Rat, was auf ihre ältere und ursprüngliche Entstehung im 13. Jahrhundert im Zusammenhang mit der Stadtgründung hinweist. Zunächst lag die Mühle außerhalb vor der Stadtmauer, als die äußere Wallbefestigung noch nicht bestand.
Die Bezeichnung „Stockleff-Mühle“ geht auf einen Besitzer Johannes Stockleff im 14. Jahrhundert zurück. 1363 erwarb der Rat der Stadt die Mühle. 1491–1493 wurde sie zusammen mit der „Weender Mühle“ zur „Großen Mühle“ ausgebaut mit nunmehr neun Mahlgängen. In den 1760er Jahren erneuerte man den nördlichen Mühlenteil hinter der beibehaltenen kanalseitigen Mauer.
Die Stockleffmühle war die größte Mühle der Stadt mit stattlichen acht bis neun Mahlgängen und bestand aus einem U-förmig angelegten Gehöft, das von Süden aus durch eine Sackgasse erschlossen wurde (heute Am Leinekanal). Das Hauptgebäude mit den Mahlgängen stand direkt am Leinekanal, wobei die hintereinander angeordneten Mühlräder über dem Gewässer eingehaust waren. Im Norden und Osten des Mühlengehöfts befanden sich heute nicht mehr existierende Nebengebäude. Die Südwestseite des Gebäudes stieß direkt an ein Wehr im Leinekanal, das zur Wasserregulierung diente.
Nach über 500 Jahren kam es 1882 zur Einstellung des Mühlenbetriebs und die Baulichkeiten des Mühlengehöfts wurden von der Stadt als Lager einer Getreidehandlung vermietet. Um 1900 baute man die markanten Mühlräder ab. 1906 wurde im Zuge des benachbarten Stadtbad-Neubaus ein Teil der östlichen Mühlen-Nebengebäude abgebrochen. 1924 erfolgte ein Teilumbau der Mühle durch die Stadt Göttingen zur Wohnnutzung, die ehemaligen Räume der Mühlentechnik dienten als Lager, unter anderem für eine Mineralwasserfabrik. 1967 wurde der Baubestand der Stockleffmühle ein weiteres Mal dezimiert, als der nördliche Gebäudeteil, bis auf die kanalseitige Mauer, zugunsten des benachbarten zweiten Stadtbad-Neubaus fiel. Das südliche Hauptgebäude wurde zuletzt bis 1988 als Hausmeister- und Lagergebäude des Stadtbades genutzt, das dann 1998 geschlossen und 2002 abgerissen wurde.
1982 wurde die Stockleffmühle in das Denkmalverzeichnis eingetragen. Nach Aussage des Niedersächsischen Landesamtes für Denkmalpflege besteht an ihrer Erhaltung ein öffentliches Interesse wegen ihrer geschichtlichen, wissenschaftlichen und städtebaulichen Bedeutung.

## Beschreibung
Die Stockleffmühle besteht heute aus einer langgestreckten Sandsteinmauer am Ostufer des Leinekanals mit dahinter einem mächtigen Fachwerkbau unter einem hohen Satteldach. Die ältesten erhaltenen Gebäudeteile sind die stabil konstruierte Ufermauer am Leinekanal und darauf die massive Westfassade der Großen Mühle, beide aus Sandsteinquadermauerwerk. Das Mauerwerk zeigt anschaulich die neun ehemaligen Öffnungen der Mühlradachsen sowie mehrere ältere Inschriften. Der nördliche freistehende Teil der Mauer am Leinekanal ist Überrest des 1967 abgebrochenen Nordflügels.

Auf und hinter der Mauer entstand um 1600 ein erneuerter Fachwerkbau. Dieser zeigt an der Westfassade unter der Traufe die in Göttingen typischen Knaggen und Schnitzereien der Zeit um 1600, zeitlich bestätigt durch die dendrochronologische Datierung der Holzkonstruktion auf 1595/96. Das Gebäudeinnere ist teilweise dreischiffig mit hohen Freistützen strukturiert und beinhaltet u. a. den ehemals offenen, hohen Maschinenraum der Mahlwerke; von der ehemaligen Mühlentechnik im Innern ist oberirdisch nichts mehr erhalten. Eine bautechnikgeschichtliche Besonderheit ist darüber das seltenerweise vollständig aus den 1590er-Jahren erhaltene, im Innern stützenfrei konstruierte Kehlbalkendachwerk mit darin einem zweigeschossigen Lager für Getreideschüttungen.

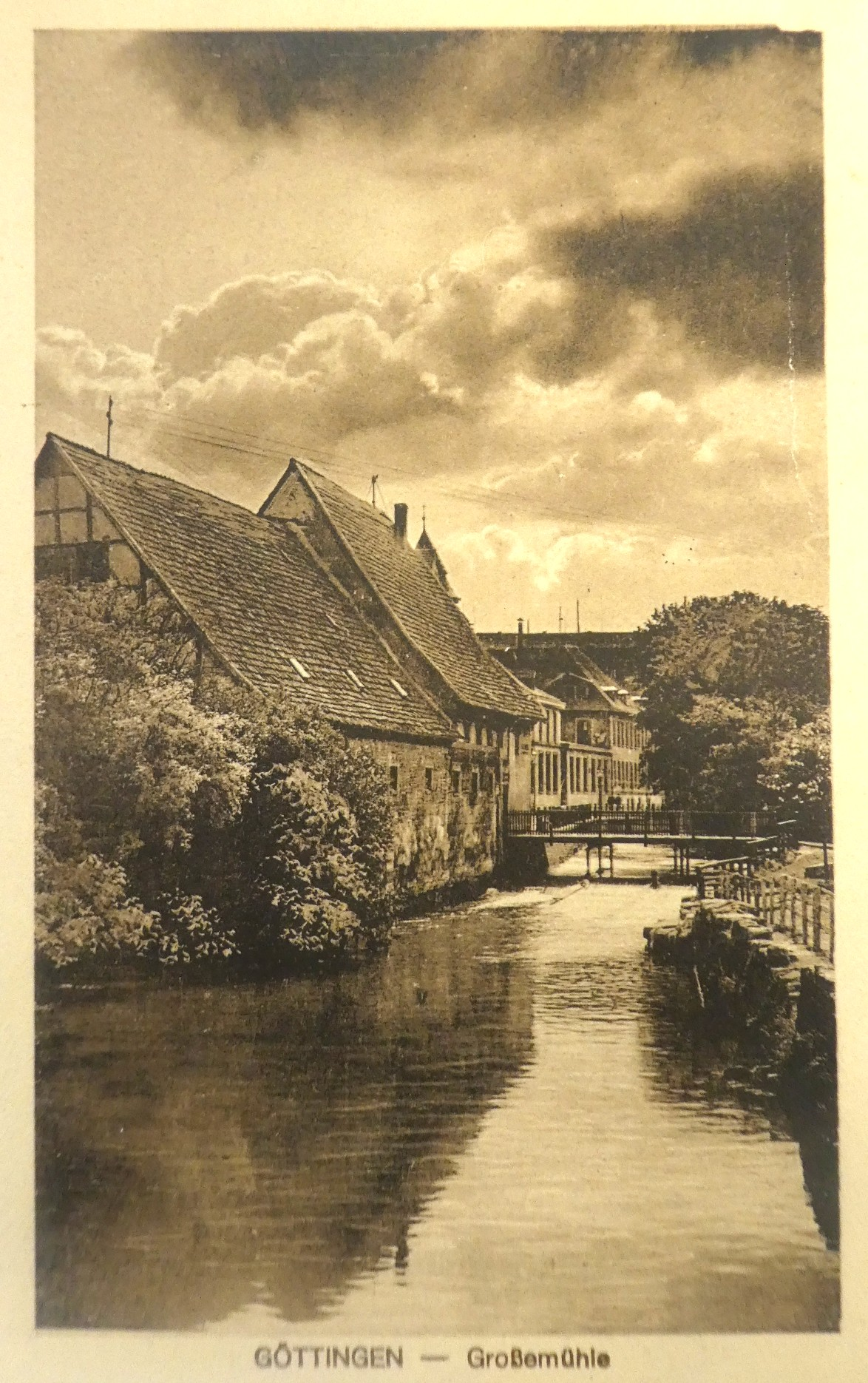
Ansicht von Nordwesten (Ansichtskarte um 1910)
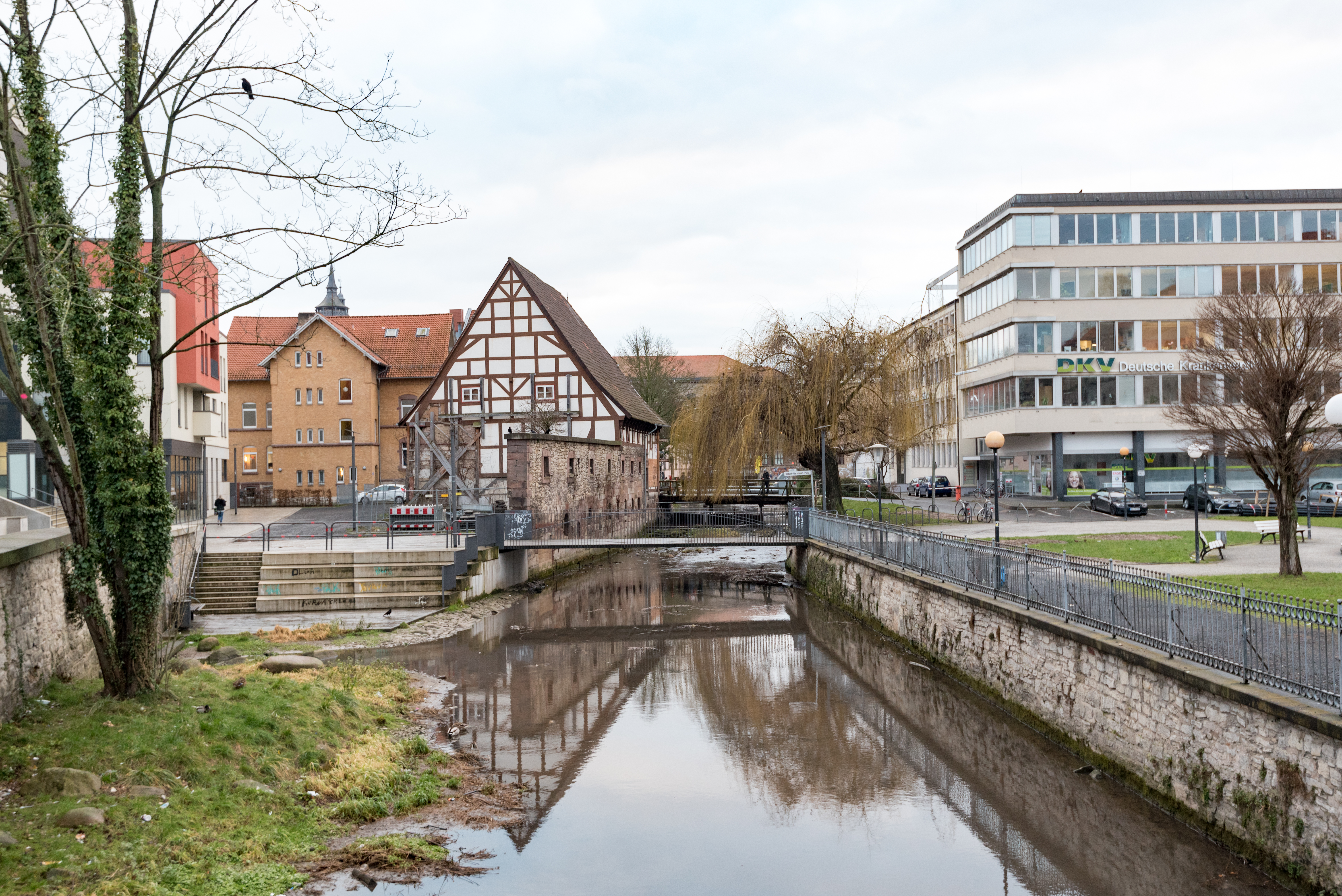
Leinekanal und Stockleffmühle von Norden (2018)
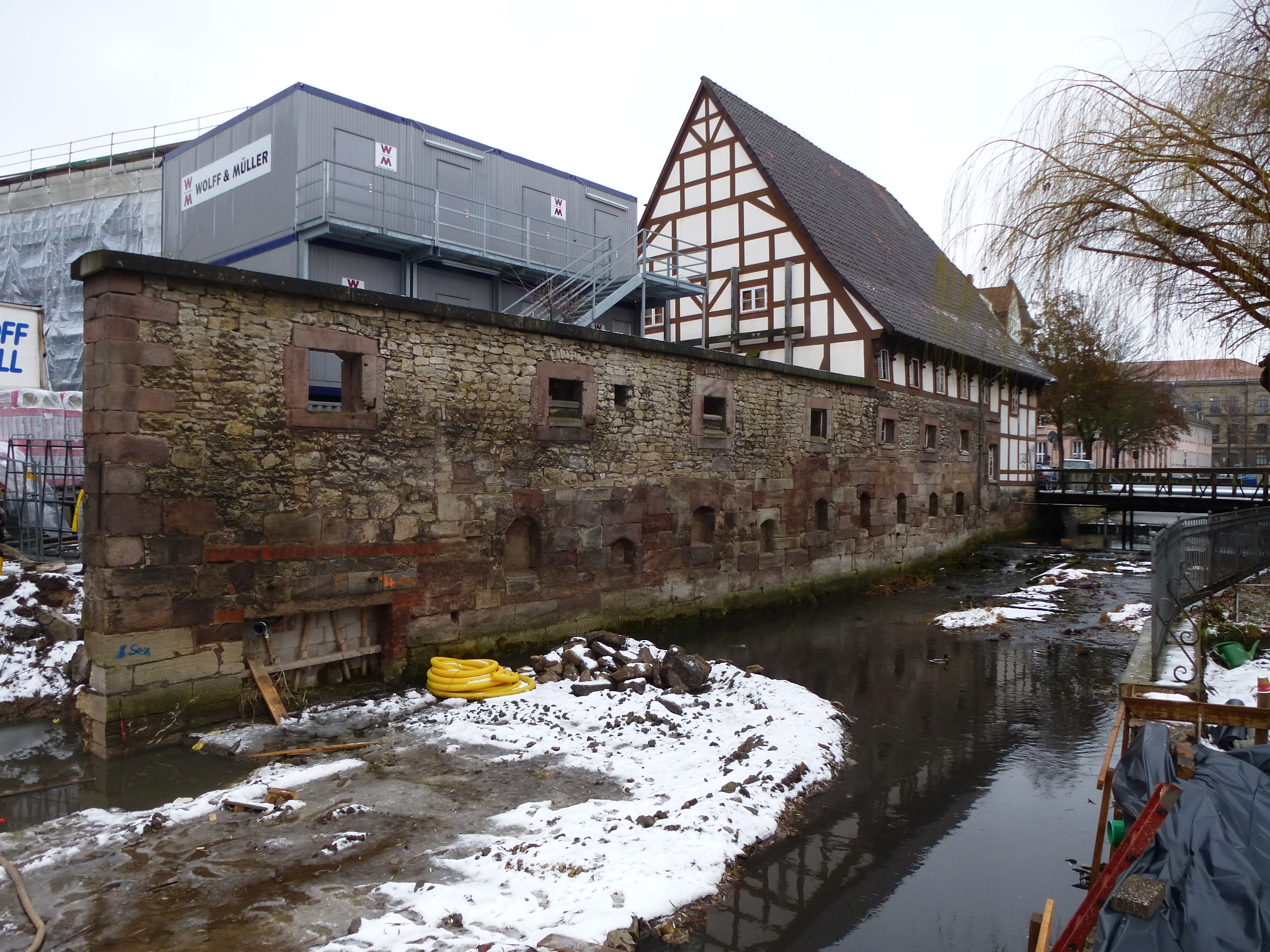
Ansicht von Nordwesten (2012)
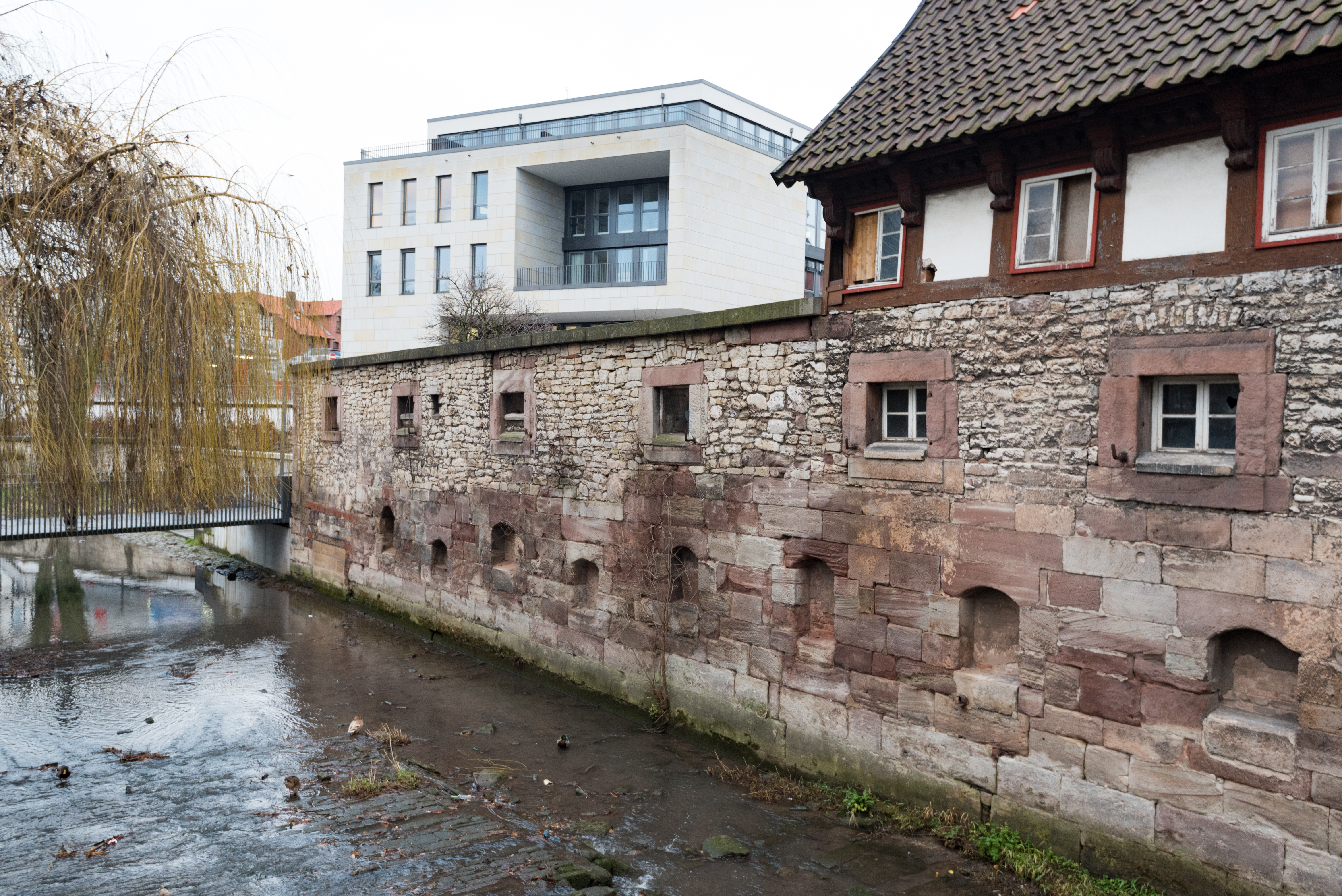
Ansicht der Mauer am Leinekana mit vermauerten Öffnungen der Mühlradwellen, dahinter aufragend ein Neubau des Leinebogen-Quartiers (2018)
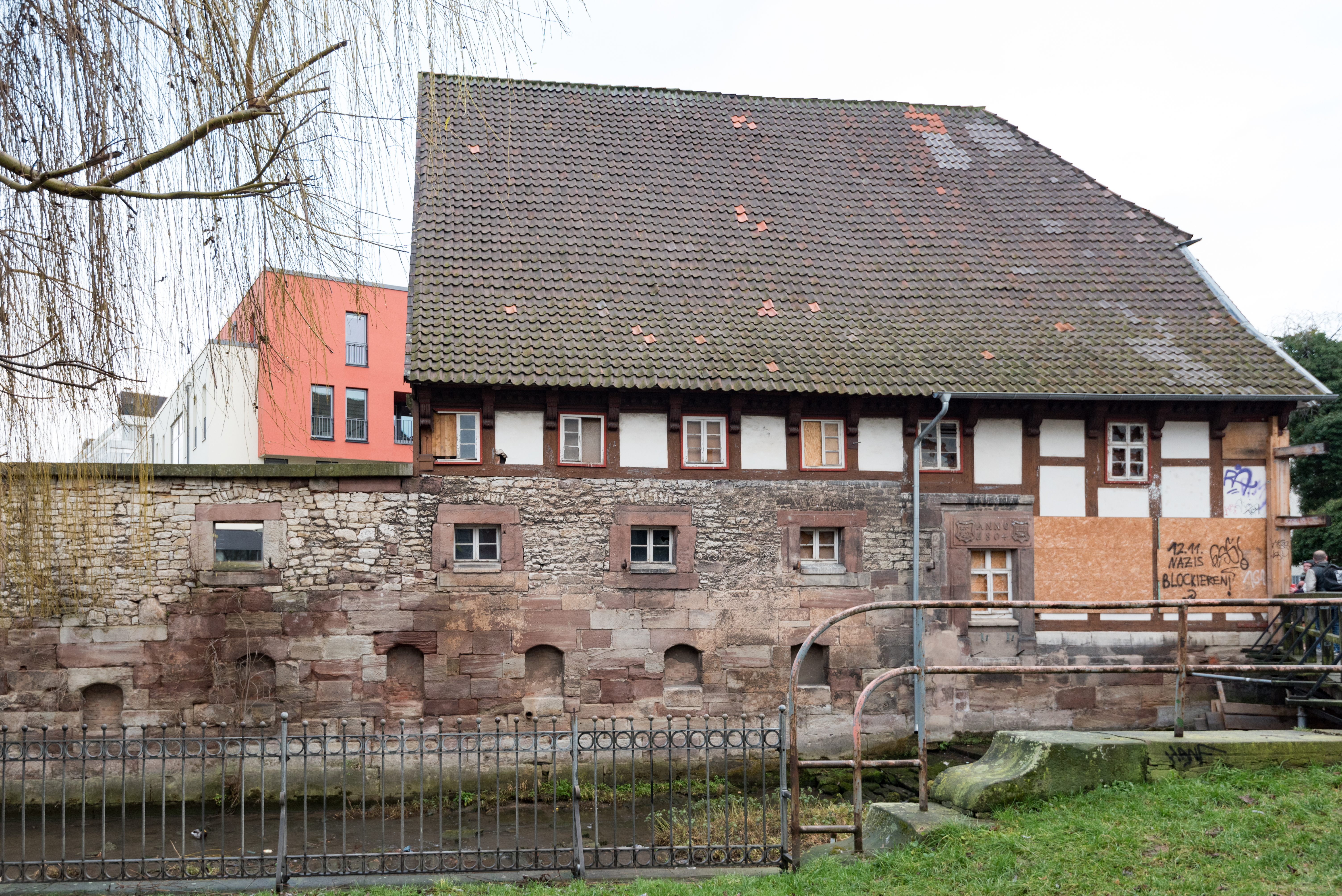
Ansicht von Westen (2018)
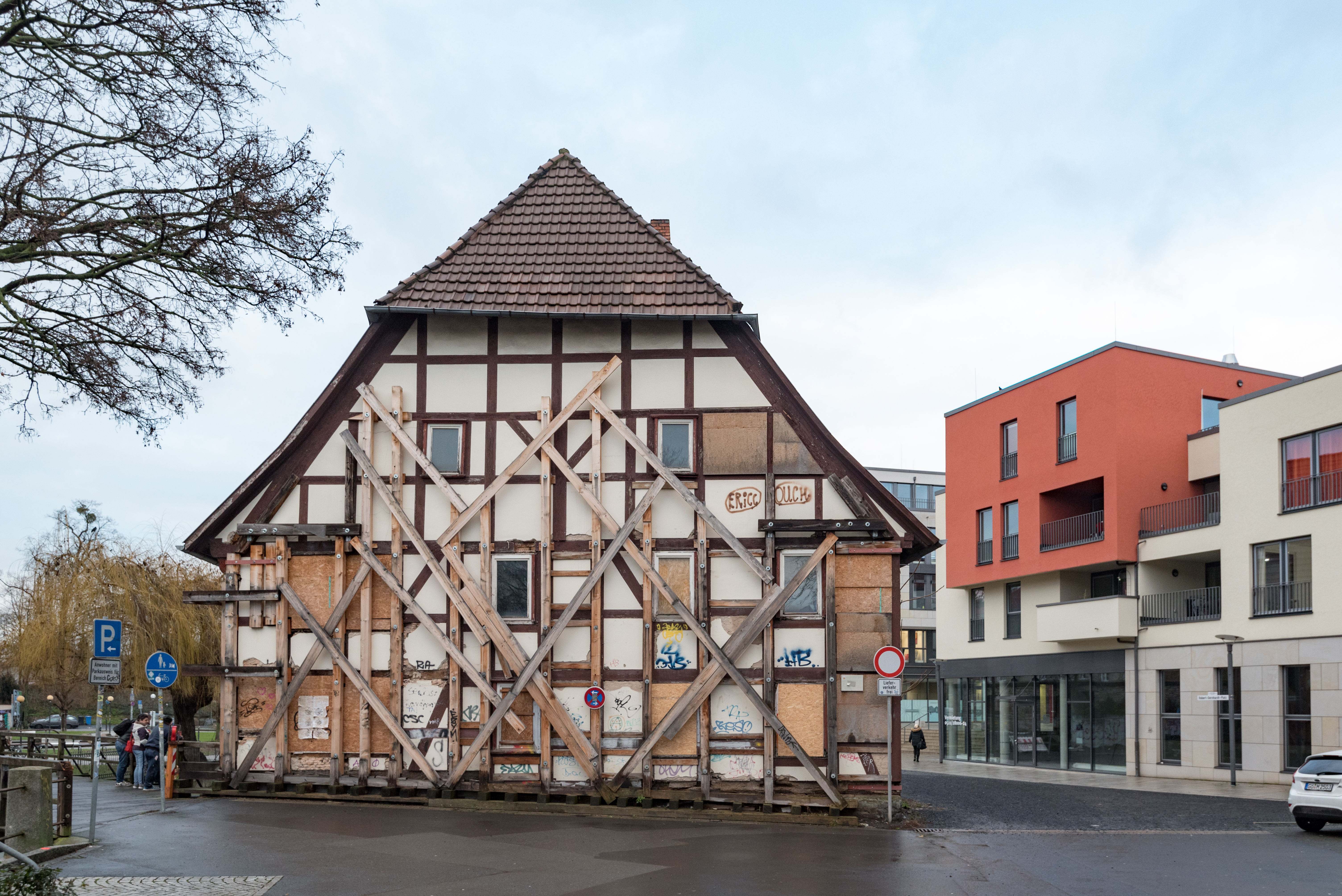
Ansicht des statisch gesicherten Fachwerkgebäudes von Süden, rechts das moderne Leinebogen-Quartier (2018)
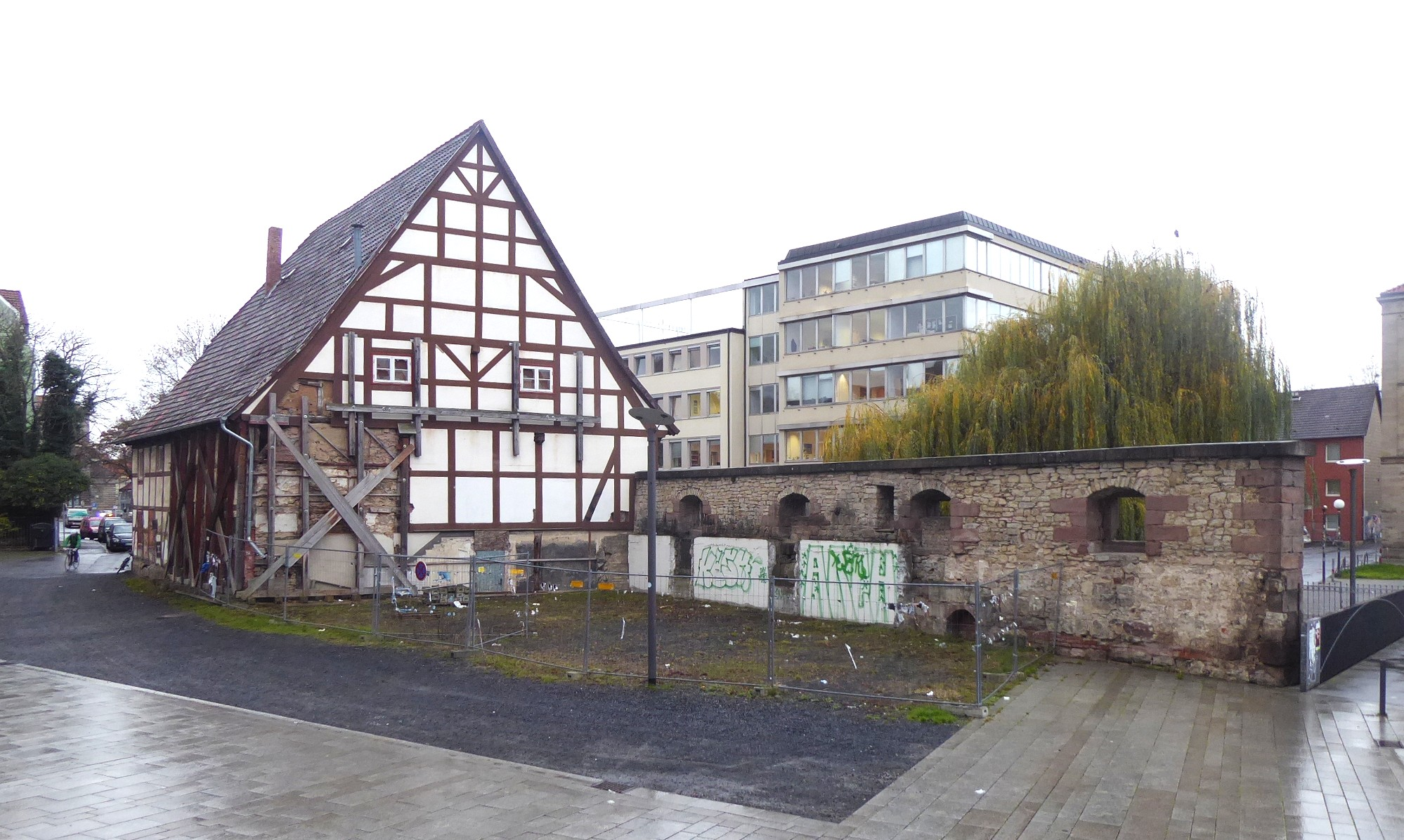
Ansicht von Nordosten (2020)
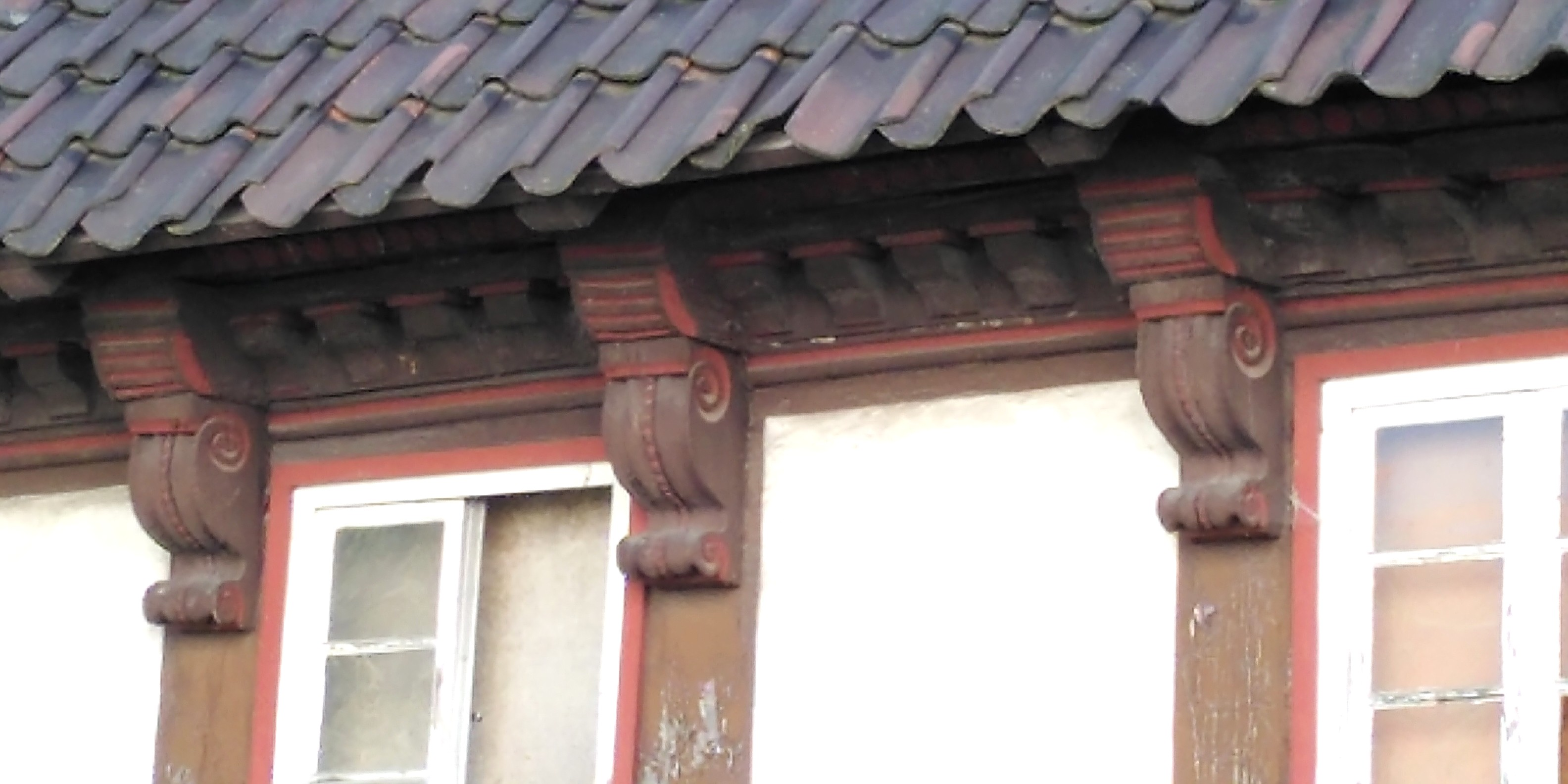
Zierknaggen an der Westfassade (2023)

## Leerstand und Nutzungsproblematik
Seit 1988 steht die seit Jahrhunderten noch immer im Eigentum der Stadt Göttingen befindliche Stockleffmühle leer und bildet bei zunehmender Verwahrlosung einen öffentlich beklagten „optischen Schandfleck“ im Stadtbild. Verschärft wurde der negative Eindruck durch den Kontrast zum 2012 fertiggestellten, direkt östlich nebenan auf dem ehemaligen Stadtbad-Areal großflächig neu errichteten Quartier am Leinebogen um den Robert-Grenhardt-Platz. Von ihm aus führt eine städtebaulich imposante Freitreppe herab auf die Stockleffmühle zu, wo an der Mühlenmauer eine geplante Außengastronomie schließlich aber entfiel.
Im Winter 2012/13 fand im Vorfeld einer vermeintlich baldigen Umnutzung der Stockleffmühle die Entkernung von Einbauten des 20. Jahrhunderts statt, was das Baudenkmal bis auf Weiteres nicht nutzbar machte. Damit einher ging eine statische Sicherung des Fachwerks durch äußere Stützgerüste und Seilverspannungen im Innern. Seit 2012 wurde mit verschiedenen Investoren verhandelt, unter anderem mit der Städtischen Wohnungsbaugesellschaft des späteren Oberbürgermeisters Rolf-Georg Köhler. Eine denkmalverträgliche Nutzungskonzeption kam jedoch bisher nicht zustande. Zuletzt kündigte im Mai 2024 eine „Welthaus“-Initiative – noch vor der Ausarbeitung detaillierter Planungen – medienwirksam ihr Interesse auf.